# La Proie (film, 1948)
Pour les articles homonymes, voir La Proie.
Pour plus de détails, voir Fiche technique et Distribution.

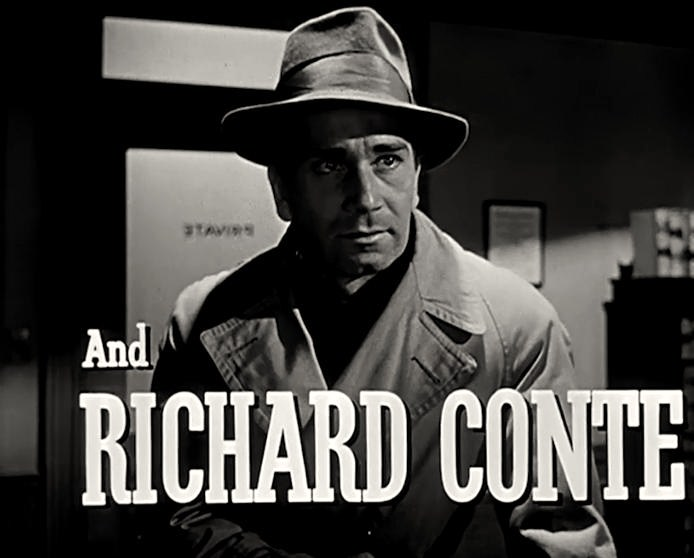
Richard Conte

La Proie (titre original : Cry of the City) est un film américain réalisé par Robert Siodmak, sorti en 1948.

## Synopsis
Martin Rome est incarcéré après avoir tué un policier lors d'un vol de bijoux. Il s'échappe de prison, tue son avocat, récupère les bijoux mais le lieutenant Candella se lance à ses trousses.

## Fiche technique
- Titre : La Proie
- Titre original : Cry of the City
- Réalisation : Robert Siodmak
- Scénario : Ben Hecht et Richard Murphy d'après le roman The Chair for Martin Rome de Henry Edward Helseth
- Photographie : Lloyd Ahern
- Montage : Harmon Jones
- Musique : Alfred Newman
- Direction artistique : Albert Hogsett et Lyle Wheeler
- Décors : Ernest Lansing et Thomas Little
- Costumes : Bonnie Cashin et Charles Le Maire
- Producteurs : Sol C. Siegel et Darryl F. Zanuck producteur exécutif (non crédité)
- Société de production : Twentieth Century Fox
- Pays de production :  États-Unis
- Format : Noir et blanc — 35 mm — 1,37:1 — Son : Mono (Western Electric Recording)
- Genre : film noir
- Durée : 95 minutes
- Dates de sortie :
  - États-Unis : 29 septembre 1948
  - France : 17 août 1949

## Distribution
- Victor Mature : Lieutenant Candella
- Richard Conte : Martin Rome
- Fred Clark : Lieutenant Collins
- Shelley Winters : Brenda Martingale
- Betty Garde : Mlle Pruett
- Berry Kroeger : W. A. Niles
- Tommy Cook : Tony Rome
- Debra Paget : Teena Riconti
- Hope Emerson : Rose Given
- Roland Winters : Ledbetter
- Walter Baldwin : Orvy

Acteurs non crédités
- Mimi Aguglia : « Mamma » Rome
- George Beranger : Le barbier
- Oliver Blake : M. Masselli
- Davison Clark : Un policier monté
- Howard Freeman : Sullivan
- Kathleen Howard : La mère de Mlle Pruett
- Tom Moore : Un docteur
- Konstantin Shayne : Dr Veroff
- Tito Vuolo : « Papa » Rome
- Charles Wagenheim : Client au comptoir

## Galerie

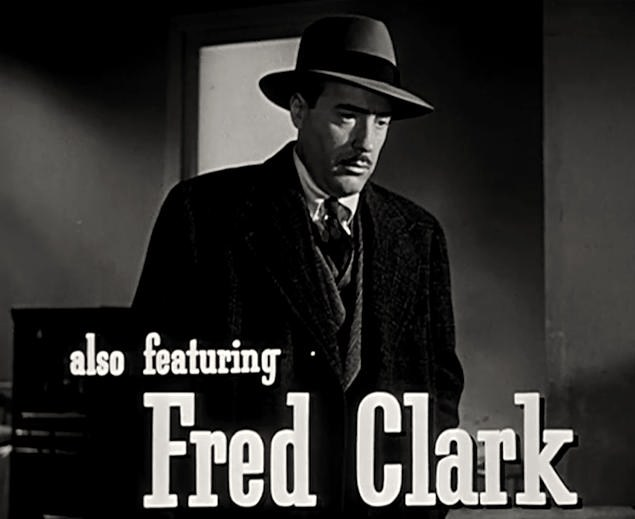
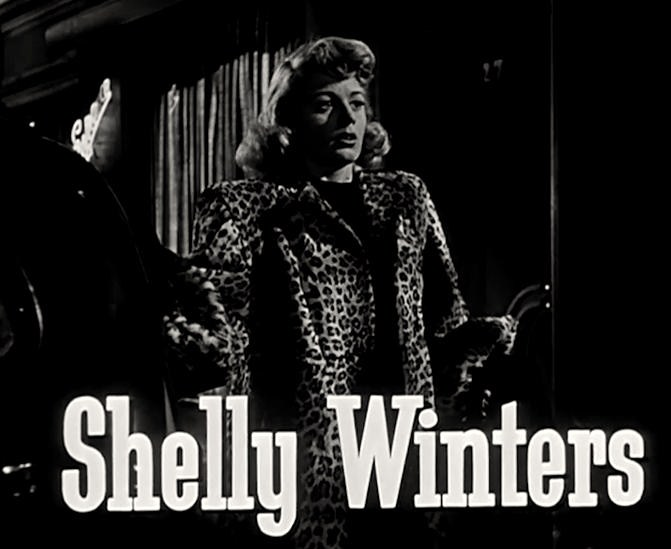
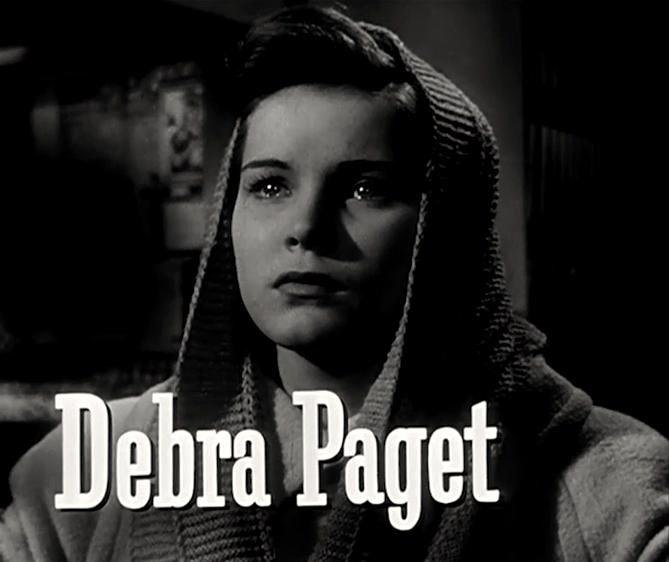
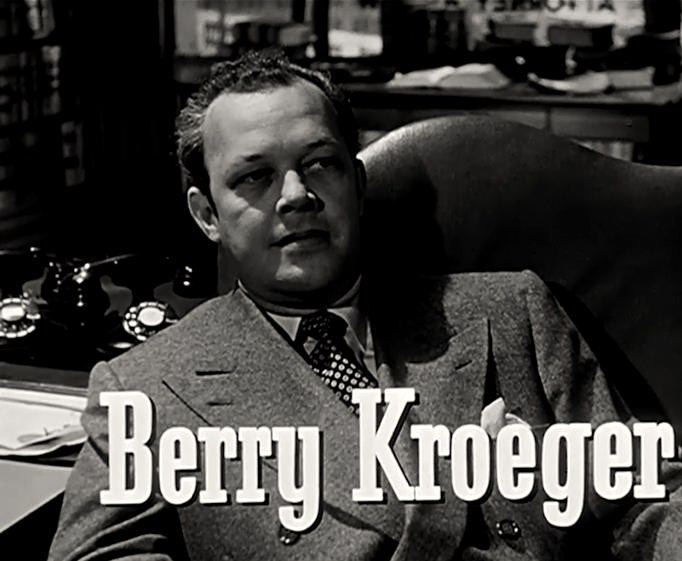
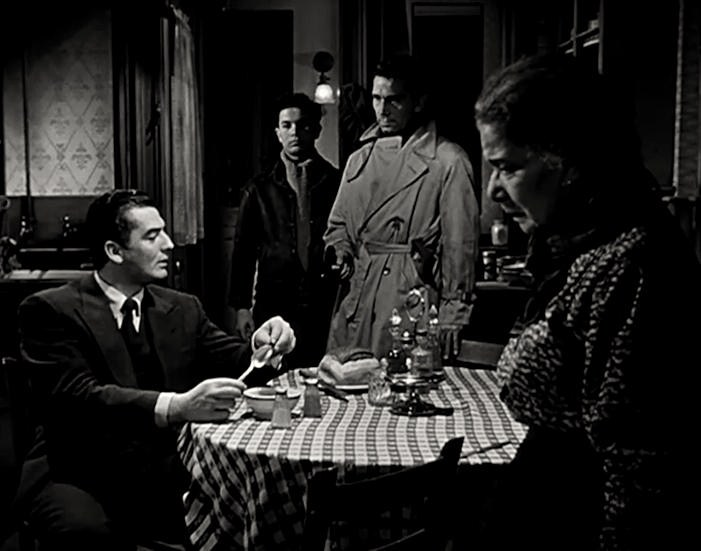